# Uesugi Norizane
Uesugi Norizane (上杉 憲実?; 1410 – 22 marzo 1466) è stato un samurai giapponese del clan Uesugi che tenne numerosi ruoli politici importanti durante il periodo Muromachi.

## Biografia

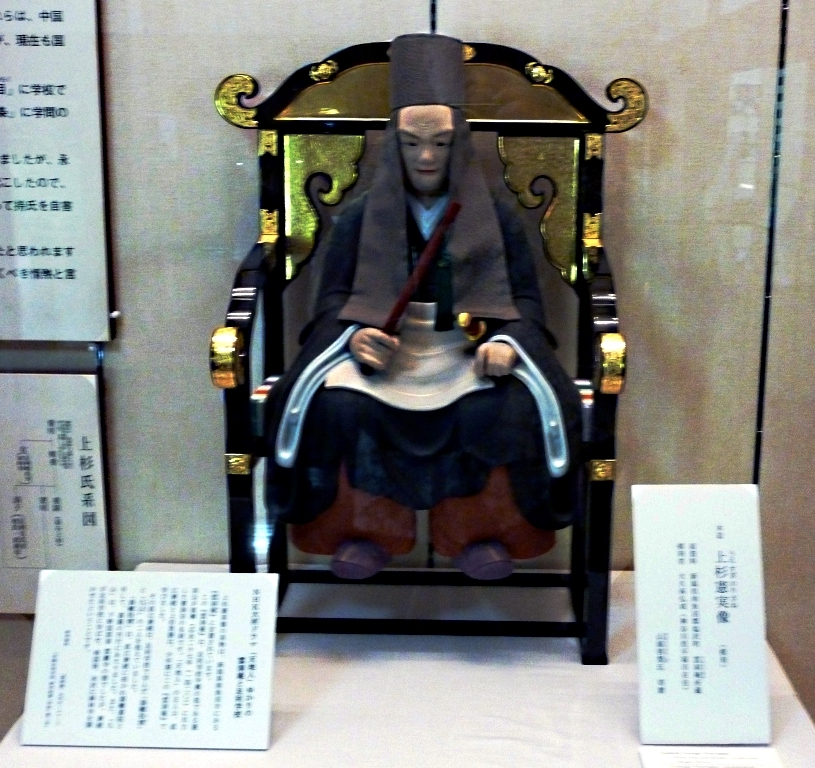
Statua di Uesugi Norizane presso il tempio Ashikaga Gakko

Shugo di Awaji e Kōzuke, fu nominato Kantō kanrei (deputato dello shōgun della regione del Kantō) nel 1419, come assistente del Kantō kubō (titolo equivalente a quello dello shōgun) Ashikaga Mochiuji. Quando Mochiuji si ribellò contro lo shogunato e attaccò direttamente Norizane, Norizane si lamentò con lo shogunato e fuggì a Kōzuke. Tornò a Kamakura nel 1439 dopo la morte di Mochiuji. Norizane, col ruolo di Kantō kanrei, controllò il Kantō in assenza del Kantō kubō; da quel momento in poi, il kanrei diventò direttamente un vice dello shōgun mentre il kubō divenne un titolo senza valore.
Norizane lasciò il posto al fratello Uesugi Kiyotaka poco dopo, e divenne monaco buddista. Nel corso della sua vita, divenne patrono dell'Accademia Ashikaga e contribuì ad espandere la sua biblioteca.